# Abseilen

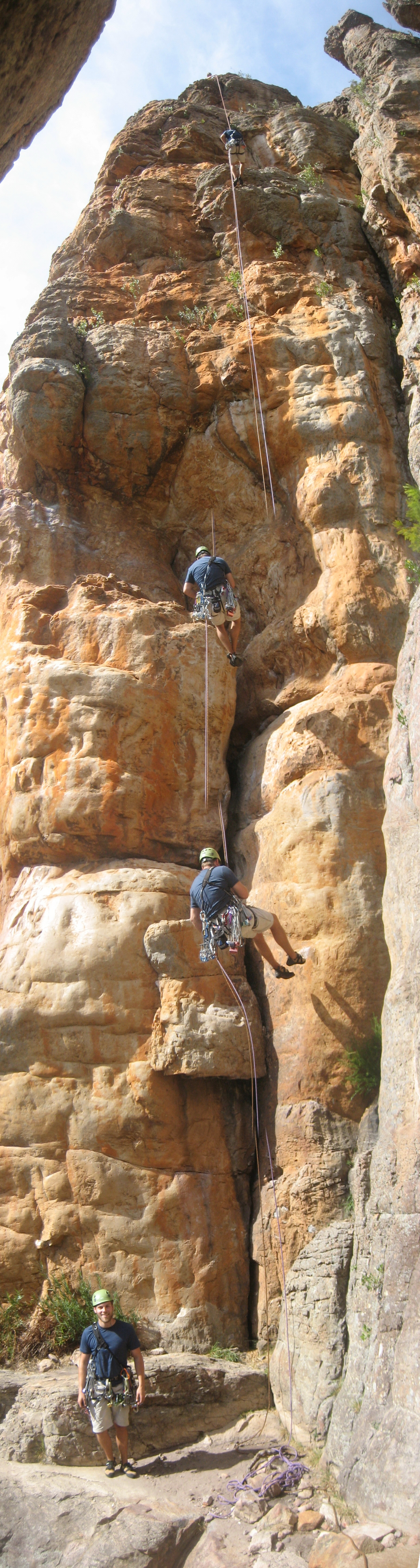
Een voorbeeld van klimmers die abseilen

Abseilen, in België ook rappel genoemd, is het via een klimtouw zelfstandig afdalen van een steile wand.
Eerder werd het afdalen afgeremd door het touw op een speciale wijze rond het lichaam (hals/schouder en bovenbeen) te draaien, de zogenaamde dulfersitz-rappel. Dit is veranderd: de afremming wordt bewerkstelligd door een zekerings- of abseilapparaat.
Abseilen wordt meestal gebruikt als daaltechniek wanneer omlopen onmogelijk of (veel) tijdrovender is. Zo wordt er abgeseild bij reddingswerkzaamheden en voor militaire doeleinden. Daarnaast is het ook een onderdeel van de klimsport, bergsport, canyoning en speleologie.
Het gebruikelijkste apparaat voor abseilen is de abseilacht. Sinds het gebruik van de reverso en andere soortgelijke apparaten worden deze typen zekeringsapparaten ook gebruikt bij het abseilen.
Abseilen op uitsluitend het zekeringsapparaat wordt als een gevaarlijke handeling gezien. Hetzelfde kan gezegd worden van het afdalen op een enkel verankeringspunt.